# Riverdance
Riverdance is een theatershow van traditionele Ierse stepdance, gekenmerkt door snelle bewegingen van de benen waarbij lijf en armen onbeweeglijk blijven.
Riverdance had als eerste uitvoering de pauzevoorstelling van het Eurovisiesongfestival 1994 op 30 april. Daar was ook het koor Anúna bij betrokken. De reacties waren zo positief dat er een complete avondvullende uitvoering van werd gemaakt.
In november 1994 werden  in Dublin kaarten verkocht voor de eerste avondvullende show van Riverdance. De première was in het Point Theatre op 9 februari 1995 met in de hoofdrollen Michael Flatley en kampioene Irish Dancing Jean Butler. De muziek was gecomponeerd door Bill Whelan. De show liep vijf weken en was helemaal uitverkocht.
Riverdance wordt nog steeds over de hele wereld uitgevoerd. Elk productiebedrijf is genoemd naar een Ierse rivier. Dat zijn Boyne (in Noord-Amerika), Avoca en Foyle (in Europa) en Corrib (in het Verre Oosten). Riverdance werd ook uitgevoerd bij de openingsceremonie van de Special Olympics in 2003; Lynn Hilary was hierbij de hoofdzangeres.
Er is veel kritiek geweest op Riverdance vanuit de traditionele culturele gemeenschap, omdat het de Ierse traditie slechts als voorbeeld gebruikte, en de muziek nieuw was en niet traditioneel. Er werden ook "gemengde" dansen uitgevoerd (Amerikaans tapdansen, ballet, en ook jazz werden gebruikt; de ritmische structuur van veel van de muziek heeft zijn wortels in de ingewikkelde polyritmiek uit Oost-Europa). Het artistieke niveau was echter erg hoog, met ontwerpers, choreografen, dansers en musici van wereldklasse.
Door Riverdance werden Ierse dans en muziek in korte tijd populair over de hele wereld. De belangstelling voor dansscholen nam sterk toe, nieuwe musici wilden traditionele Ierse muziek uitvoeren en de belangstelling voor de Ierse cultuur steeg tot ongekende hoogte. 
Velen kwamen echter tot de ontdekking dat het publiek niet zozeer belangstelling had voor de Ierse cultuur en traditie waar Riverdance op was gebaseerd, als wel voor het spektakel van de eerste theatershow, of zelfs imitaties van de muziek ervan en de mengvormen van de dansen. 
Veel van de enthousiaste nieuwe musici verdwenen weer na de ontdekking dat voor traditionele Ierse muziek oefening, kunde en volharding nodig zijn. Hetzelfde gold elders, zoals op dansscholen.
De mening van de traditionele Ierse culturele gemeenschap was zo ongeveer dat Riverdance een aantrekkelijk en kundig gemaakt stukje Broadway-theater was; het leverde een enorme bijdrage aan de populariteit van de Ierse kunst en cultuur in de wereld, maar de veranderingen die het daarin teweegbracht zaten veel van de oorspronkelijke deelnemers niet lekker. Maar zelfs de grootste tegenstanders moesten toegeven dat de show een aanzienlijke geldstroom richting Ierse kunst en cultuur teweegbracht.

## Boeken, audio en video
VHS-video / dvds:
- Riverdance - The Show (1995)
- Riverdance: Live from New York City (2001)
- Riverdance 2002 (2002)
- Riverdance - Live from Geneva (2004)
- The Best of Riverdance (2005)
- Riverdance Jubilee edition (2006)
- Riverdance Live From Beijing (2012)

Boeken:
- Bill Whelan: Riverdance, the music
- Bill Whelan: Selections from Riverdance Arranged for Fingerstyle Guitar (1999, met cd)
- Bill Whelan: Selections from Riverdance for Pennywhistle (2000, met cd)
- Bill Whelan: Selections from Riverdance Arranged for Easy Piano (2000)
- Bill Whelan: Riverdance (bladmuziek)

cd's:
- Bill Whelan: Roots of Riverdance (1997)
- Bill Whelan: Riverdance on Broadway (2001)
- Bill Whelan: Riverdance- Music from the show (2002)
- Bill Whelan: Riverdance/10th Anniversary edition (2005)